# Prix NIN
Le prix NIN (en serbe cyrillique : НИН-ова награда ; en serbe latin : NIN-ova nagrada) est un prix littéraire qui a été créé en 1954 par le magazine NIN. Il était autrefois attribué à un représentant majeur de la littérature yougoslave ; il récompense désormais un représentant majeur de la littérature serbe contemporaine.
Le prix NIN est attribué chaque année en janvier par un jury d'écrivains au meilleur roman de l'année précédente. Considéré comme l'une des plus  hautes récompenses littéraires en Serbie, il assure la réputation et le succès de l'auteur auquel il a été donné. Ce « prestigieux prix » peut être considéré comme « l'équivalent du prix Goncourt en France » (Alain Cappon).

## Lauréats du prix NIN

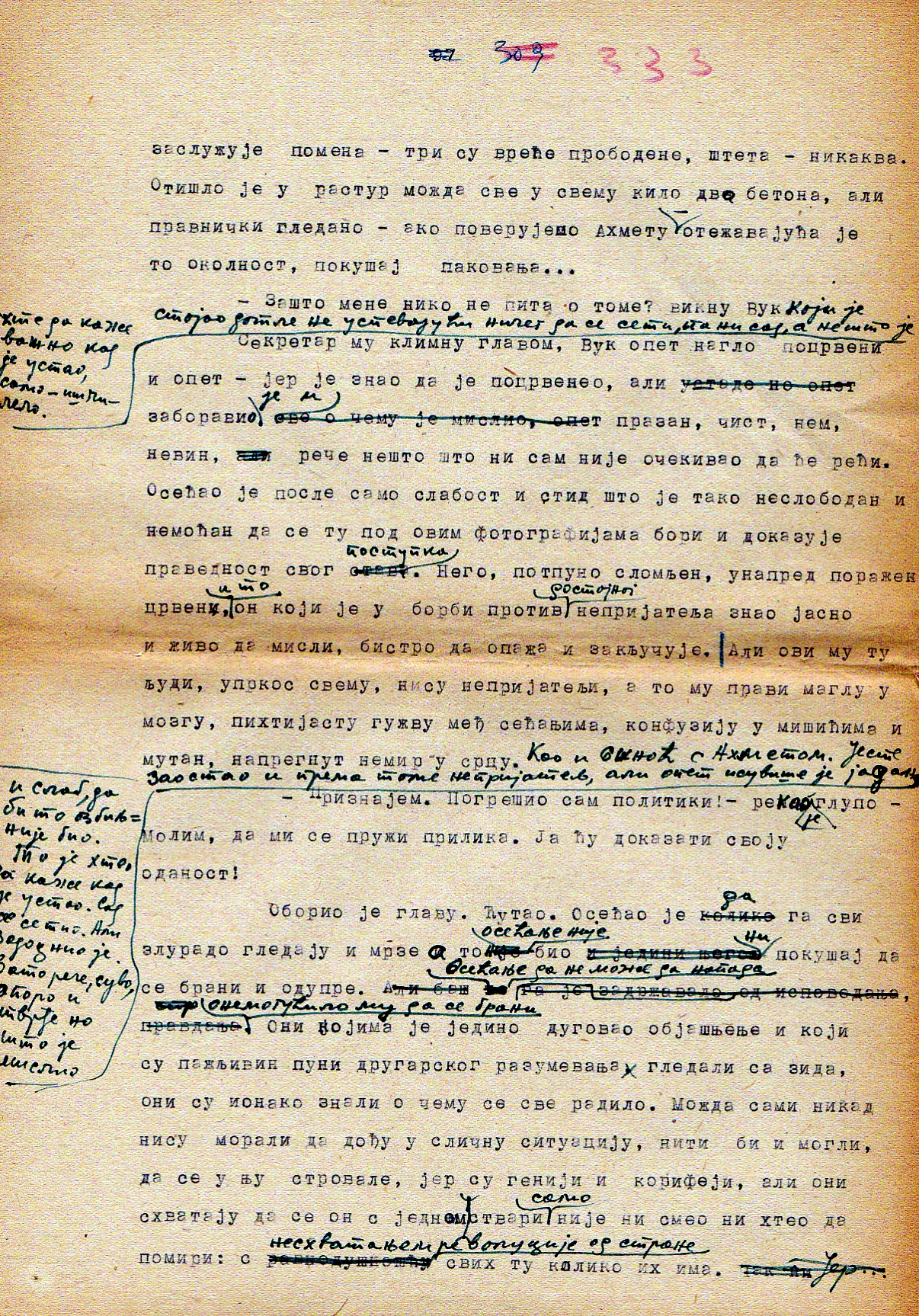
Page du manuscrit du roman Beton i svici d'Oskar Davičo avec les annotations de l'auteur, Musée de la littérature serbe géré par la Société Adligat.

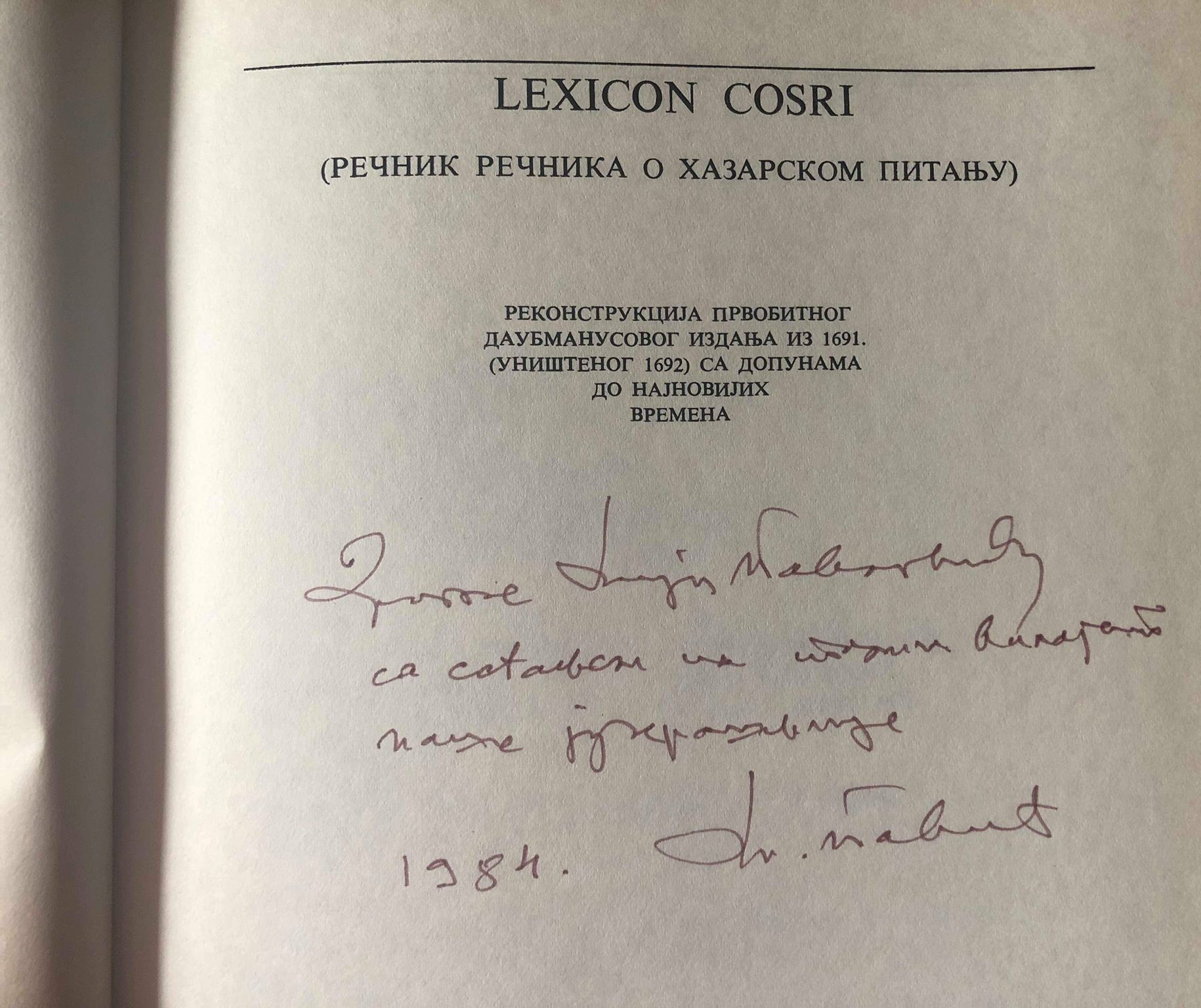
Dédicace de Milorad Pavić à Miodrag Pavlović de sur la première édition du Dictionnaire khazar, Société Adligat.

| Année | Photographie | Auteur                        | Titre en serbo-croate ou en serbe Titre en français                                                                   | Notes et références |
| ----- | ------------ | ----------------------------- | --- | ------------------- |
| 1954  |              | Dobrica Ćosić                 | Koreni Racines | ,                   |
| 1955  |              | Mirko Božić                   | Neisplakani Ne pas pleurer                                                                                            | [ 3 ]               |
| 1956  |              | Oskar Davičo                  | Beton i svici Béton et Parchemins                                                                                     | ,                   |
| 1957  |              | Aleksandar Vučo               | Mrtve javke Les Sifflets morts                                                                                        | [ 6 ]               |
| 1958  |              | Branko Ćopić                  | Ne tuguj bronzana stražo Ne pleure pas la garde de bronze                                                             | [ 7 ]               |
| 1959  |              | Prix non attribué             | | [ 8 ]               |
| 1960  |              | Radomir Konstantinović        | Izlazak Sortie | [ 9 ]               |
| 1961  |              | Dobrica Ćosić                 | Deobe Apocalypse | ,                   |
| 1962  |              | Miroslav Krleža               | Zastave (prvi deo) Les Drapeaux, première partie                                                                      | [ 11 ]              |
| 1963  |              | Oskar Davičo                  | Gladi Faims | ,                   |
| 1964  |              | Oskar Davičo                  | Tajne Secrets | ,                   |
| 1965  |              | Ranko Marinković              | Kiklop Le Cyclope | [ 14 ]              |
| 1966  |              | Meša Selimović                | Derviš i smrt Le Derviche et la Mort                                                                                  | ,                   |
| 1967  |              | Erih Koš                      | Mreže Réseaux | [ 17 ]              |
| 1968  |              | Slobodan Novak                | Mirisi, zlato, tamjan Parfums, or, encens                                                                             | [ 18 ]              |
| 1969  |              | Bora Ćosić                    | Uloge moje porodice u svetskoj revoluciji Le Rôle de ma famille dans la révolution mondiale                           | ,                   |
| 1970  |              | Borislav Pekić                | Hodočašće Arsenija Njegovana Le Pèlerinage d'Arsenije Njegovan                                                        | [ 20 ]              |
| 1971  |              | Miloš Crnjanski               | Roman o Londonu Le Roman de Londres                                                                                   | ,                   |
| 1972  |              | Danilo Kiš                    | Peščanik Sablier | ,                   |
| 1973  |              | Mihailo Lalić                 | Ratna sreća La Chance de la guerre                                                                                    | [ 24 ]              |
| 1974  |              | Jure Franičević-Pločar        | Vir | [ 25 ]              |
| 1975  |              | Miodrag Bulatović             | Ljudi sa četiri prsta Les Hommes à quatre doigts                                                                      | [ 26 ]              |
| 1976  |              | Aleksandar Tišma              | Upotreba čoveka L'Usage de l'homme                                                                                    | ,                   |
| 1977  |              | Petko Vojnić Purčar           | Dom sve dalji Chez moi de plus en plus loin                                                                           | [ 28 ]              |
| 1978  |              | Mirko Kovač                   | Vrata od utrobe La Porte de l'utérus                                                                                  | [ 29 ]              |
| 1979  |              | Pavle Ugrinov                 | Zadat život La Vie donnée                                                                                             | [ 30 ]              |
| 1980  |              | Slobodan Selenić              | Prijatelji Les Amis                                                                                                   | ,                   |
| 1981  |              | Pavao Pavličić                | Večernji akt Acte du soir                                                                                             | [ 32 ]              |
| 1982  |              | Antonije Isaković             | Tren 2 Train 2 | ,                   |
| 1983  |              | Dragoslav Mihailović          | Čizmaši Les Bottes | [ 35 ]              |
| 1984  |              | Milorad Pavić                 | Hazarski rečnik Le Dictionnaire khazar                                                                                | ,                   |
| 1985  |              | Živojin Pavlović              | Zid smrti Le Mur de la mort                                                                                           | [ 39 ]              |
| 1986  |              | Vidosav Stevanović            | Testament | [ 40 ]              |
| 1987  |              | Voja Čolanović                | Zebnja na rasklapanje Une Angoisse pliante                                                                            | ,                   |
| 1988  |              | Dubravka Ugrešić              | Forsiranje romana reke L'Offensive du roman-fleuve                                                                    | ,                   |
| 1989  |              | Vojislav Lubarda              | Vaznesenje L'Ascension                                                                                                | [ 45 ]              |
| 1990  |              | Miroslav Josić Višnjić        | Odbrana i propast Bodroga u sedam burnih godišnjih doba La Défense et la Chute de Bodrog en sept saisons tumultueuses | [ 46 ]              |
| 1991  |              | Milisav Savić                 | Hleb i strah Le Pain et la Peur                                                                                       | [ 47 ]              |
| 1992  |              | Živojin Pavlović              | Lapot | [ 48 ]              |
| 1993  |              | Radoslav Petković             | Sudbina i komentari Destin et Commentaires                                                                            | [ 49 ]              |
| 1994  |              | Vladimir Arsenijević          | U potpalublju À fond de cale                                                                                          | ,                   |
| 1995  |              | Svetlana Velmar-Janković      | Bezdno L'Abîme | ,                   |
| 1996  |              | David Albahari                | Mamac L'Appât | ,                   |
| 1997  |              | Milovan Danojlić              | Oslobodioci i izdajnici Libérateurs et Traîtres                                                                       | [ 50 ]              |
| 1998  |              | Danilo Nikolić                | Fajront u Grgetegu Fajront à Grgeteg                                                                                  | [ 51 ]              |
| 1999  |              | Maksimilijan Erenrajh-Ostojić | Karakteristika Caractéristique                                                                                        | ,                   |
| 2000  |              | Goran Petrović                | Sitničarnica "Kod srećne ruke" Littéraralement : La boutique « À la main chanceuse »                                  | ,                   |
| 2001  |              | Zoran Ćirić                   | Hobo Le Clochard | [ 55 ]              |
| 2002  |              | Mladen Markov                 | Ukop oca L'Enterrement du père                                                                                        | ,                   |
| 2003  |              | Vladan Matijević              | Pisac izdaleka Un Écrivain venu de loin                                                                               | ,                   |
| 2004  |              | Vladimir Tasić                | Kiša i hartija Pluie et Papier                                                                                        | ,                   |
| 2005  |              | Miro Vuksanović               | Semolj zemlja La Terre de Semolj                                                                                      | ,                   |
| 2006  |              | Svetislav Basara              | Uspon i pad Parkinsonove bolesti Grandeur et Décadence de la maladie de Parkinson                                     | ,                   |
| 2007  |              | Dragan Velikić                | Ruski prozor La Fenêtre russe                                                                                         | ,                   |
| 2008  |              | Vladimir Pištalo              | Tesla, portret među maskama Tesla, portrait parmi les masques                                                         | ,                   |
| 2009  |              | Grozdana Olujić               | Glasovi u vetru Des Voix dans le vent                                                                                 | ,                   |
| 2010  |              | Gordana Ćirjanić              | Ono što oduvek želiš Ce que tu désires depuis toujours                                                                | ,                   |
| 2011  |              | Slobodan Tišma                | Bernardijeva soba La Chambre de Bernardi                                                                              | ,                   |
| 2012  |              | Aleksandar Gatalica           | Veliki rat La Grande Guerre                                                                                           | ,                   |
| 2013  |              | Goran Gocić                   | Tai Thaï | ,                   |
| 2014  |              | Filip David                   | Kuća sećanja i zaborava La Maison des souvenirs et de l'oubli                                                         | ,                   |
| 2015  |              | Dragan Velikić                | Islednik L'Enquêteur                                                                                                  | ,                   |
| 2016  |              | Ivana Dimić                   | Arzamas | ,                   |
| 2017  |              | Dejan Atanacković             | Luzitanija | ,                   |
| 2018  |              | Vladimir Tabašević            | Zabluda Svetog Sebastijana L'Illusion de Saint Sébastien                                                              | ,                   |
| 2019  |              | Saša Ilić                     | Pas i kontrabas Le Chien et la Contrebasse                                                                            | ,                   |
| 2020  |              | Svetislav Basara              | Kontraendorfin Contrendorphine                                                                                        | ,                   |